# VFA-34
34ème Escadron de chasseur d'attaque
Le Strike Fighter Squadron 34 (STRKFITRON 34 ou VFA-34), est un escadron de chasseurs d'attaque de l'US Navy stationné à la Naval Air Station Oceana, en Virginie, aux États-Unis. L'escadron a été créé en 1970 et est surnommé « Blue Blasters ». Le VFA-34 est équipé du F/A-18E/F Super Hornet et actuellement affecté au Carrier Air Wing One sur l'USS Harry S. Truman (CVN-75) et sous le commandement du Strike Fighter Wing Atlantic.

## Origine
Trois escadrons distincts ont été désignés VA-34, et deux escadrons distincts ont été connus sous le nom de « Blue Blasters ». 
- Le premier VA-34 a été créé en 1948 et a été renommé VA-35 en 1950 et a été supprimé en 1995.
- Le deuxième VA-34 (VA-34 (1943-1969) (en)) a été créé en 1943 et dissout en février 1969.
- Le troisième escadron distinct a été créé sous le nom de VA-34 le 1er janvier 1970 à la Naval Air Station Oceana et renommé VFA-34 le 30 septembre 1996[1].

À sa création, en 1970, il était le sixième escadron A-6E Intruder de la flotte de l'Atlantique. Le 18 septembre 1970, le VA-34 s'est embarqué à bord de l'USS John F. Kennedy (CV-67) dans le cadre du Carrier Air Wing One. Le navire a reçu l'ordre de se déployer en Méditerranée après l'invasion de la Jordanie par la Syrie.

## Galerie
|                                 |
| A-6A Intruder du VA-34, en 1971 |

|                                  |
| FA-18C Hornet du VFA-34, en 2018 |

|                                |
| Super Hornet du VFA-34 en 2020 |